# Ickleton
Ickleton är en by och civil parish i South Cambridgeshire, i Cambridgeshire i England. Folkmängden uppgick till 709 invånare 2011, på en yta av 0,35 km². Den har en tiohundratalskyrka.